# Old Time's Sake
Old Time's Sake is de derde single van het album Relapse van Eminem. Op 5 mei 2009 werd de single uitgebracht.
Op de single is ook Dr. Dre te horen, die het nummer ook heeft geproduceerd. Het is de derde single van Relapse, na We Made You en 3 a.m..